# Crataegus pulcherrima
Crataegus pulcherrima är en rosväxtart som beskrevs av William Willard Ashe. Crataegus pulcherrima ingår i Hagtornssläktet som ingår i familjen rosväxter.

## Underarter
Arten delas in i följande underarter:
- C. p. incilis
- C. p. opima